# Центар средњих школа Требиње
Центар средњих школа једна је од средњих школа у Требињу. Налази се у улици Вожда Карађорђа бр. 1.

## Историјат
Центар средњих школа Требиње је настао од Трговачке академије основане 1893. године. Скупштина општине Требиње и тадашње Министарство просвјете и културе Републике Српске су 1957. основали Економску школу у чијем саставу је била и Трговачка школа. Од 1964. је основан Средњошколски центар у чијем саставу су биле све требињске средње школе. Због великог броја ученика и што боље функционалности, од Средњошколског центра Требиње и његова три дотадашња ОУР-а 1993. су формиране школе Економска, Трговачка, Угоститељска и Медицинска школа Требиње. Данашњи назив Центар средњих школа су добили крајем 2005. године, одлуком Школског одбора. Зграду деле са Гимназијом „Јован Дучић” и Техничком школом. Данас имају шездесет и осам радника од којих су педесет и четири професора. Располажу са опремљеним информатичким кабинетима, медицинским кабинетима, ресторанима, фискултурном салом и школском библиотеком. Садрже образовне профиле Економија, право и трговина – Економски техничар, Пословно–правни техничар и Пословно–информатички техничар, Угоститељство и туризам – Туристички техничар, Кулинарски техничар, Посластичар и Кувар, Пољопривреда и прерада хране – Агротехничар, Агропроизвођач и Пекар и Здравство – Медицински техничар и Акушерско гинеколошки техничар. Школске 2023—2024. су садржали смјерове Економски техничар, Царински техничар, Агротуристички техничар, Лабораторијско – санитарни техничар, Кувар и Посластичар.